# Varnostno območje (strelišče)
Varnostno območje je izraz, ki se uporablja v strelskih športih. Pod varnostno območje se šteje območje, oziroma smer, kjer lahko strelci rokujejo s svojim orožjem, brez nadzora, za varnost odgovorne osebe na strelišču. Strelivo mora biti obvezno ločeno od orožja, in je v varnostnem območju prepovedano. Pogosto se varnostna območja uporabljajo pri dinamičnih strelskih disciplinah (npr. IPSC in PPC 1500). Tekmovalci si v varnostnem območju pripravijo orožje in opremo, čistijo orožje, ter izvajajo suha streljanja, seveda obvezno s praznimi okvirji.
Vnos vseh vrst streliva v varnostno območje je strogo prepovedano. Okvirje obvezno polnimo zunaj varnostnega območja. Uporaba orožja (streljanje) se izvaja lahko le pod nadzorom vodje streljanja, oziroma za varnost odgovorne osebe na strelišču. Strogo ločevanje orožja od streliva se izvaja z namenom preprečevanja nesreč s strelnim orožjem. Vsakršna kršitev varnostnih pravil na strelišču, se sankcionira,  s takojšnjo diskvalifikacijo in izključitvijo iz tekmovanja.